# Ridny Cairo
Ridny Cairo (Paramaribo, 3 februari 1990) is een Surinaams-Nederlands voetballer die als verdediger voor FC Dordrecht speelde.

## Carrière
Ridny Cairo speelde in de jeugd van SV Bolnes, Sparta Rotterdam en PSV. Hij speelde op 23 september 2008 voor Jong PSV in de KNVB beker tegen het eerste elftal van PSV, waarin hij met Jong PSV 0-3 verloor. Gedurende zijn tijd bij PSV werd hij geselecteerd voor nationale jeugdteams. In 2010 vertrok hij naar FC Dordrecht, waar hij zijn debuut maakte op 13 augustus 2010. Dit was in de met 0-1 verloren thuiswedstrijd tegen SC Cambuur, waarin hij in de 55e minuut inviel voor Didi Longuet. In 2012 vertrok hij naar XerxesDZB, en van 2014 tot 2015 speelde hij voor SV Deltasport Vlaardingen.

### Statistieken
| Seizoen                     | Club           | Land           | Competitie     | Competitie | Competitie | Beker | Beker | Totaal | Totaal |
| Seizoen                     | Club           | Land           | Competitie     | Wed.       | Dlp.       | Wed.  | Dlp.  | Wed.   | Dlp.   |
| --------------------------- | -------------- | -------------- | -------------- | ---------- | ---------- | ----- | ----- | ------ | ------ |
| 2008/09                     | Jong PSV       | Nederland      | –              | –          | –          | 1     | 0     | 1      | 0      |
| 2010/11                     | FC Dordrecht   | Nederland      | Eerste divisie | 14         | 0          | 2     | 0     | 16     | 0      |
| 2011/12                     | FC Dordrecht   | Nederland      | Eerste divisie | 0          | 0          | 0     | 0     | 0      | 0      |
| Carrièretotaal              | Carrièretotaal | Carrièretotaal | Carrièretotaal | 14         | 0          | 3     | 0     | 17     | 0      |
| Bijgewerkt op 24 maart 2017 |                |                |                |            |            |       |       |        |        |